# Trachelas truncatulus
Espèce
Trachelas truncatulus est une espèce d'araignées aranéomorphes de la famille des Trachelidae.

## Distribution
Cette espèce est endémique du Tabasco au Mexique,. Elle se rencontre vers Frontera.

## Description
Les femelles mesurent de 5,51 à 6,16 mm.

## Publication originale
- F. O. Pickard-Cambridge, 1899 : Arachnida - Araneida and Opiliones. Biologia Centrali-Americana, Zoology. London, vol. 2, p. 41-88 (texte intégral).